# Cuton
Cuton (Cuton-Hall) is een voormalig gehucht dat anno 2014 een wijk in het oosten van  civil parish Springfield is geworden. Het ligt in het bestuurlijke gebied Chelmsford, in het Engelse graafschap Essex.
Cuton komt in het Domesday Book (1086) voor als 'Keuentuna'. In 1086 telde het gehucht 8 huizen.
Van het oude gehucht zijn er nog 4 monumenten welke onder de English Heritage vallen.